# Quận Davidson, North Carolina
Quận Davidson là một quận nằm ở tiểu bang Bắc Carolina.  Tại thời điểm năm 2000, quận có dân số 147.246 người. Quận lỵ đóng ở Lexington.6

## Địa lý
Theo Cục điều tra dân số Hoa Kỳ, quận có tổng diện tích 567 dặm Anh vuông (1.468 km²), trong đó, 552 dặm Anh vuông (1.430 km²) là diện tích đất và 15 dặm Anh vuông (38 km²) trong tổng diện tích (2.58%) là diện tích mặt nước. 

### Các thị trấn
Quận được chia thành 17 xã: Abbotts Creek, Alleghany, Arcadia, Boone, Conrad Hill, Cotton Grove, Emmons, Hampton, Healing Spring, Jackson Hill, Lexington, Midway, Reedy Creek, Silver Hill, Thomasville, Tyro, và Yadkin College.

### Các quận giáp ranh
- Quận Davie - Tây bắc
- Quận Forsyth - Bắc
- Quận Guilford - Đông bắc
- Quận Montgomery - Nam
- Quận Randolph - Đông
- Quận Rowan - Tây nam
- Quận Stanly - Tây nam

## Thông tin nhân khẩu
Theo cuộc điều tra dân số2 tiến hành năm 2000, quận này có dân số 147.246 người, 58.156 hộ, và 42.512 gia đình sinh sống trong quận này. Mật độ dân số là 267 người trên mỗi dặm Anh vuông (103/km²). Đã có 62,432 đơn vị nhà ở với một mật độ bình quân là 113 per square mile (44/km²).  Cơ cấu chủng tộc của dân cư sinh sống tại quận này gồm 87,05% người da trắng, 9,14% người da đen hoặc người Mỹ gốc Phi, 0,37% người thổ dân châu Mỹ, 0,82% người gốc châu Á, 0,01% người các đảo Thái Bình Dương, 1,66% từ các chủng tộc khác, và 0,94% từ hai hay nhiều chủng tộc.  3,24% dân số là người Hispanic hoặc người Latin thuộc bất cứ chủng tộc nào.
Có 58.156 hộ trong đó có 32,70% có con cái dưới tuổi 18 sống chung với họ, 58,00% là những cặp kết hôn sinh sống với nhau, 10,80% có một chủ hộ là nữ không có chồng sống cùng, và 26,90% là không gia đình. 22,90% trong tất cả các hộ gồm các cá nhân và 8,80% có người sinh sống một mình và có độ tuổi 65 tuổi hay già hơn.  Quy mô trung bình của hộ là 2,50 còn quy mô trung bình của gia đình là 2,92,
Phân bố độ tuổi của cư dân sinh sống trong huyện là 24,30% dưới độ tuổi 18, 7,60% từ 18 đến 24, 31,20% từ 25 đến 44, 24,10% từ 45 đến 64, và 12,80% người có độ tuổi 65 tuổi hay già hơn.  Độ tuổi trung bình là 37 tuổi. Cứ mỗi 100 nữ giới thì có 96,00 nam giới. Cứ mỗi 100 nữ giới có độ tuổi 18 và lớn hơn thì, có 93,70 nam giới.
Thu nhập bình quân của một hộ ở quận này là $38.640, và thu nhập bình quân của một gia đình ở quận này là $46.241, Nam giới có thu nhập bình quân $31.287 so với mức thu nhập $23.622 đối với nữ giới. Thu nhập bình quân đầu người của quận là $18.703, Khoảng 7,00% gia đình và 10,10% dân số sống dưới ngưỡng nghèo, bao gồm 13,30% những người có độ tuổi 18 và 12,10% là những người 65 tuổi hoặc già hơn.

## Các thành phố và Thị trấn
- Denton
- High Point (một phần)
- Lexington
- Midway
- Thomasville
- Wallburg